# Branschmognad
Branschmognad är ett (oftast informellt) mått på hur etablerad en näringsbransch är. En bransch i snabb utveckling är ofta omogen, vilket kan innebära stora möjligheter till vinster men också stora risker. En mogen bransch är lättare att bedöma och förändras förhållandevis långsamt.
En belysning av vad brist på branschmognad kan innebära är det som kallats "dotcom-kraschen" under andra halvan av 1990-talet, då företag inom vad som kallades "den nya ekonomin" plötsligt gick under, med stora ekonomiska förluster som följd. I den gjorde felaktiga förväntningar om säkra vinster i en snabbt expanderande marknad att man inte förmådde rätt bedöma individuella företags överlevnadsförmåga.
Större aktörer påverkar generellt sin bransch i riktning mot mognad, mindre aktörer och innovatörer tillför turbulens och förändrar marknaden så att den blir svårare att bedöma.